# Guia Cartoplam São Paulo
O Guia Cartoplam São Paulo é uma publicação anual brasileira da On Line Editora. Criado por Ocimar Luchi, Felesmino de Souza Campo e Fernando Valeiro Blanco, sua primeira edição foi publicada em 1985 pelo IBC – Instituto Brasileiro de Cultura Ltda. É considerado um dos melhores guias de São Paulo para empresas, motoristas, profissionais, turistas e pedestres, por possuir a maior área mapeada. O Guia traz o mapa da capital e dos municípios vizinhos, revisto e atualizado a cada ano, além de encartes com o mapa do litoral paulista e o mapa do centro expandido e das entradas e saídas de São Paulo. Conta, também, com índice de ruas, com numeração de quarteirões, mãos de direção nas grandes vias; pontos de referência impressos no mapa, índice de bairros; itinerários completos de ônibus municipais e intermunicipais; e uma relação das cidades brasileiras que são atendidas por ônibus e que partem dos terminais rodoviários da cidade. Para completar, descreve os pontos turísticos e lista uma série de estabelecimentos de serviços e entretenimento encontrados em São Paulo.